# Exorcistul (film)

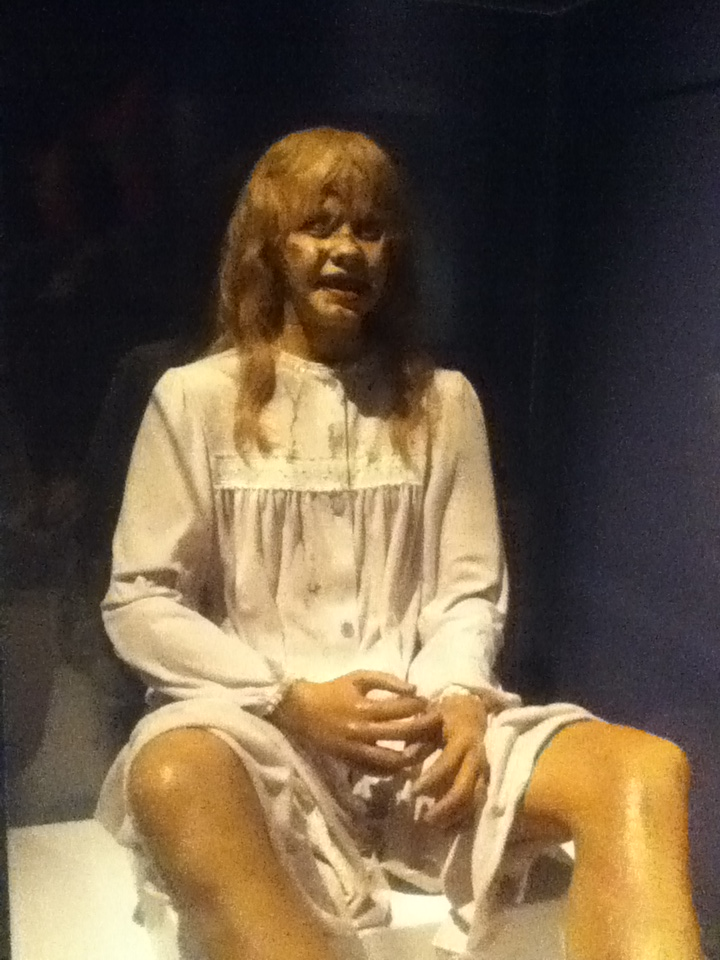
Păpușa utilizată în film

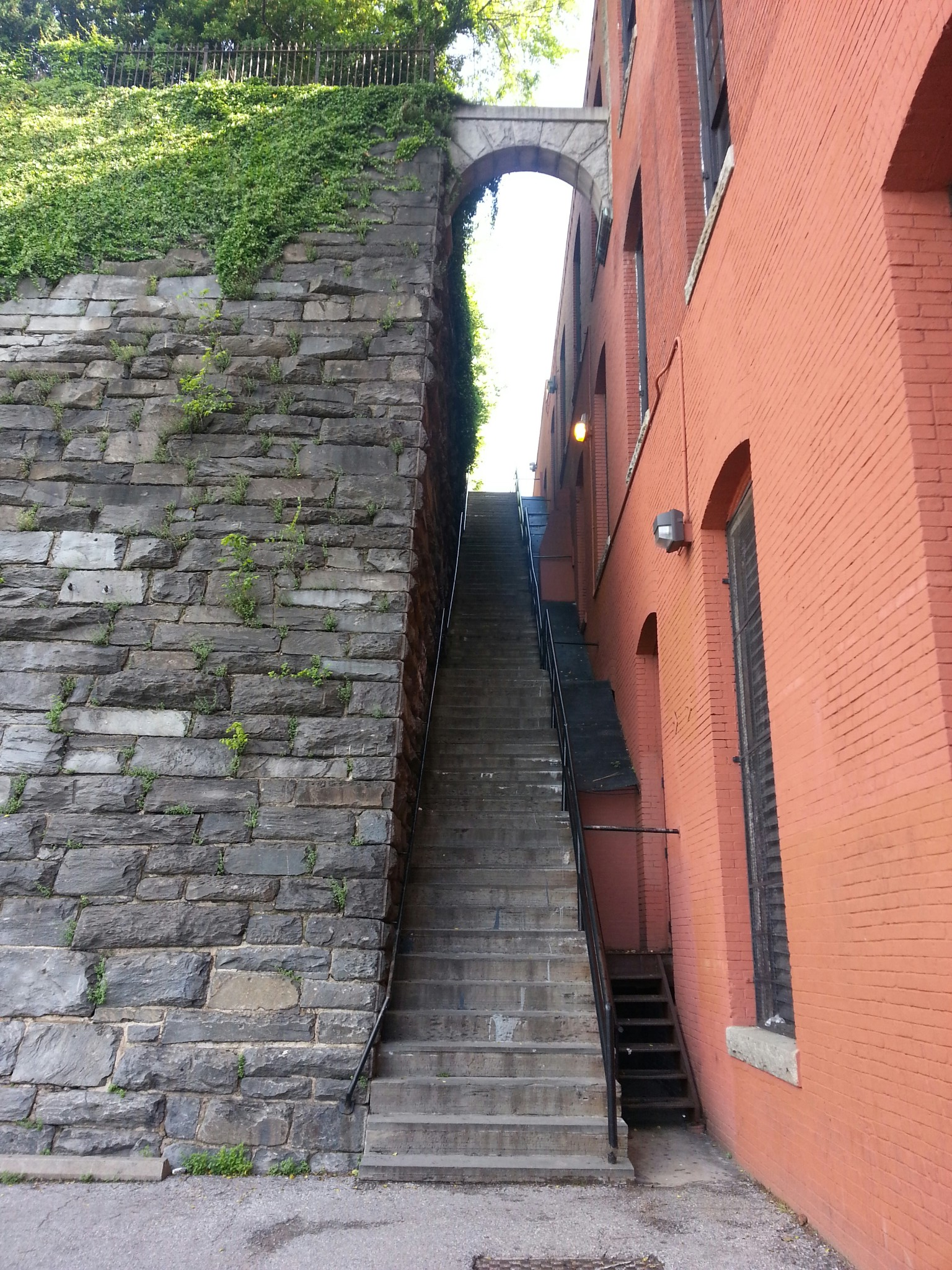
Scările din film - locul producerii acțiunei,
Georgetown, Washington, D.C.

Exorcistul (original: The Exorcist), este un film de groază american din 1973, regizat de William Friedkin, adaptat de William Peter Blatty după romanul său cu același nume din 1971. Cartea fiind inspirată din cazul de exorcizare al lui Roland Doe din 1949, se referă la posesia demonică a unei fetițe de 12 ani și încercările disperate ale mamei sale de a recâștiga înapoi copilul printr-un exorcism realizat de doi preoți.

## Distribuție
- Ellen Burstyn în rolul lui Christine "Chris" MacNeil, o actriță renumită ce locuiește temporar în Washington, D.C., cu fiica sa. Ea este atee și are un temperament rece dar de asemenea ea este o mamă iubitoare. Când Regan afișează un comportament ciudat, Chris experimentează o defalcare emoțională și încearcă să găsească ajutor pentru fiica ei, consultând neurochirurgi, psihiatri, iar în cele din urmă un exorcist catolic.
- Jason Miller în rolul părintelui Damien Karras
- Max von Sydow în rolul părintelui Lankester Merrin
- Linda Blair în rolul lui Regan Teresa MacNeil - fiica de 12 ani alui Chris. ea fiind ulterior personajul posedat demonic.
- Lee J. Cobb în rolul colonelului William F. Kinderman
- Mercedes McCambridge ca vocea demonului Pazuzu.
- Kitty Winn în rolul lui Sharon Spencer
- Jack MacGowran în rolul lui Burke Dennings, un regizor de film excentric și prieten aproapit a lui Chris
- William O'Malley în rolul părintelui Joseph Dyer
- Robert Symonds în rolul lui Dr. Taney.
- Barton Heyman în rolul Dr. Samuel Klein, un medic ce sugerează că Regan are nevoie de un ajutor "special"
- Arthur Storch în rolul psihiatrului
- Titos Vandis în rolul unchiului lui Karras
- Eileen Dietz în rolul feței asociate cu demonul

William Peter Blatty apare în rolul propriei sale persoane, un rol scurt, de voce pe durata scenei când Chris se filmează în Healy Hall. Caracterul său se angrenează într-o mică dispută cu regizorul Burke Dennings.

## Premii și onoruri

### Academy Awards
The Exorcist a fost nominalizat în total la zece Academy Awards în 1973, câștigând două din ele. Este primul film de groază nominalizat la Best Picture. la cea de-a 46-a ceremonie a Academy Awards, a câștigat două statuete (evidențiate mai jos cu aldin).
Nominalizări:
- Academy Award for Best Picture – William Peter Blatty și Noel Marshall
- Academy Award for Best Actress – Ellen Burstyn
- Academy Award for Best Supporting Actor – Jason Miller
- Academy Award for Best Supporting Actress – Linda Blair
- Academy Award for Best Director – William Friedkin
- Academy Award for Writing Adapted Screenplay – William Peter Blatty
- Academy Award for Best Cinematography – Owen Roizman
- Academy Award for Best Film Editing – Norman Gay
- Academy Award for Best Production Design – Bill Malley și Jerry Wunderlich
- Academy Award for Best Sound Mixing – Robert Knudson, Chris Newman

### Golden Globe Awards
The Exorcist a fost nominalizat în total la șapte Globuri de aur în 1973. la cea de-a 31-a ceremonie a Golden Globes, filmul a câștigat patru trofee.
- Golden Globe Award for Best Motion Picture – Drama
- Golden Globe Award for Best Director – William Friedkin
- Golden Globe Award for Best Supporting Actress – Motion Picture – Linda Blair
- Golden Globe Award for Best Screenplay – William Peter Blatty

Nominalizări:
- Golden Globe Award for Best Actress – Motion Picture Drama – Ellen Burstyn
- Golden Globe Award for Best Supporting Actor – Motion Picture – Max von Sydow
- Golden Globe Award for New Star of the Year – Actress – Linda Blair

### Library of Congress
- 2010 National Film Registry

### American Film Institute Lists
- AFI's 100 Years...100 Movies – Nominated[13]
- AFI's 100 Years...100 Thrills – #3
- AFI's 100 Years...100 Heroes și Villains:
  - Regan MacNeil – #9 Villain
- AFI's 100 Years...100 Movie Quotes:
  - "What an excellent day for an exorcism." – Nominated[14]
- AFI's 100 Years...100 Movies (10th Anniversary Edition) – Nominated[15]